# Arrop i talladetes

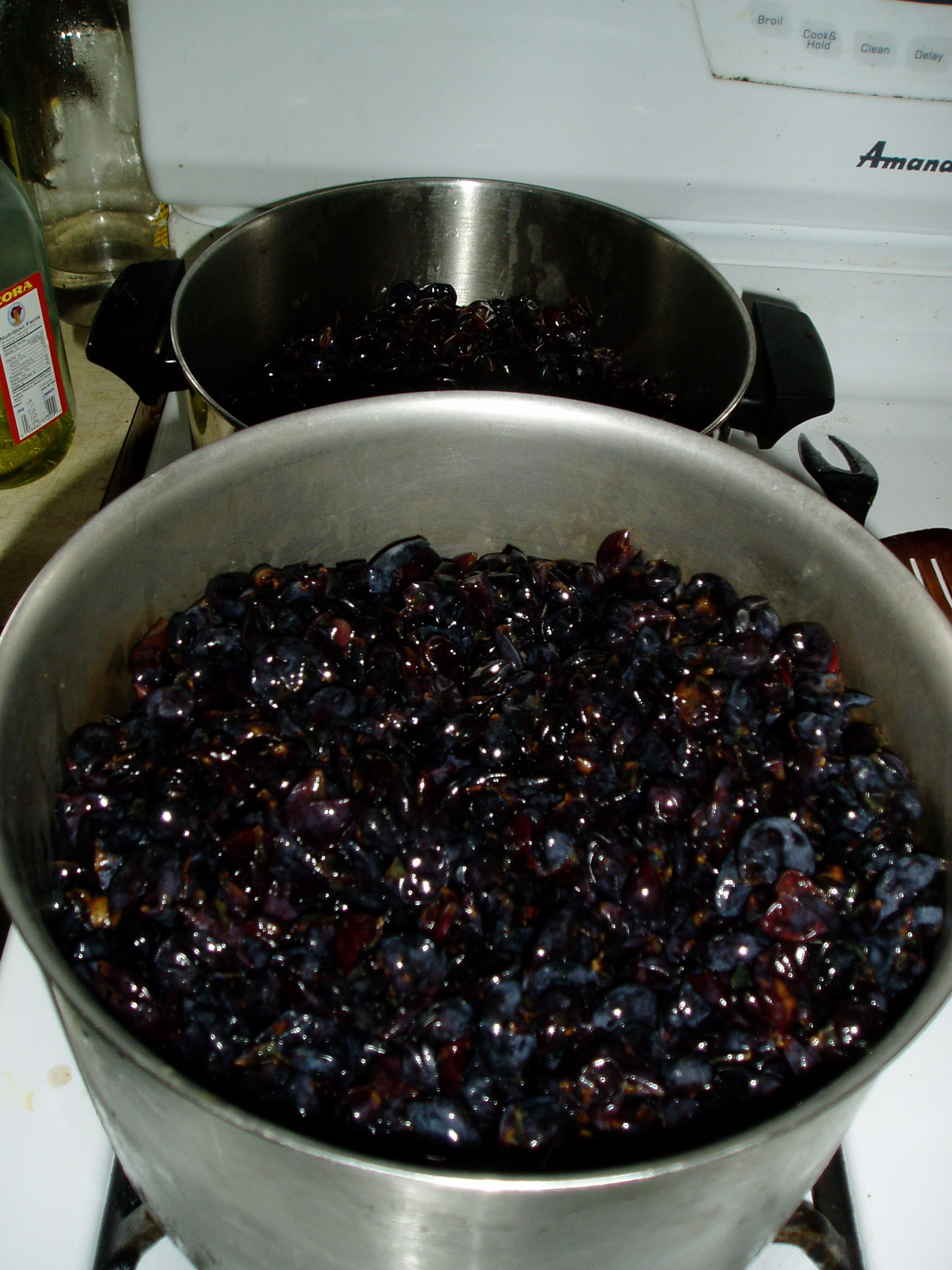
Arrop i talladetes.

L'arrop i talladetes est un confit fait à base de moût de raisin. C'est un mets traditionnel de la province de Valence, en Espagne.

## Origine
Cette préparation est typique de Benigánim, dans le Vall d'Albaida. Mais sa consommation concerne toute la communauté valencienne, car ce produit est le plus souvent vendu dans les foires et marchés régionaux.

## L'arrop
C'est une sorte de sirop (arrop) fait de concentré de moût de raisins blancs ou rouges, enveloppés dans une étamine et mis à bouillir dans un chaudron en cuivre. Quand le sirop est à demi-concentré, il y est ajouté quelques poignées de terre blanche, la terreta, qui est du carbonate de calcium. Cela permet de neutraliser une partie de l'acide tartrique contenu dans le moût et d'éliminer l'amertume qui contrarierait la douceur du jus concentré.

## Lestalladetes
L'ensemble est à nouveau mis à bouillir pour se concentrer davantage. Après ce long processus de cuisson, il y est ajouté les talladetes, des morceaux de citrouille, prunes, pêches et melon d'eau. Ceux-ci ont été immergés pendant la nuit précédente dans l'eau mêlée à de la terreta pour améliorer leur texture.